# Benedict Elide Odiase
Pa Benedict Odiase, né le 25 août 1934 et mort le 12 juin 2013 dans l'État de Lagos, est un compositeur nigérian qui a composé Arise Oh Compatriots, Nigeria's Call Obey, l'hymne national du Nigéria de 1978 à 2024, en remplacement de l'hymne national précédent, Nigeria, We Hail Thee,.
Odiase est élevé dans le maintenant défunt État de Bendel (aujourd'hui partagé entre l’État d'Edo et l’État du Delta). Odiase meurt après une brève maladie le 12 juin 2013, à l'âge de 78 ans.